# Miguel Szymanski

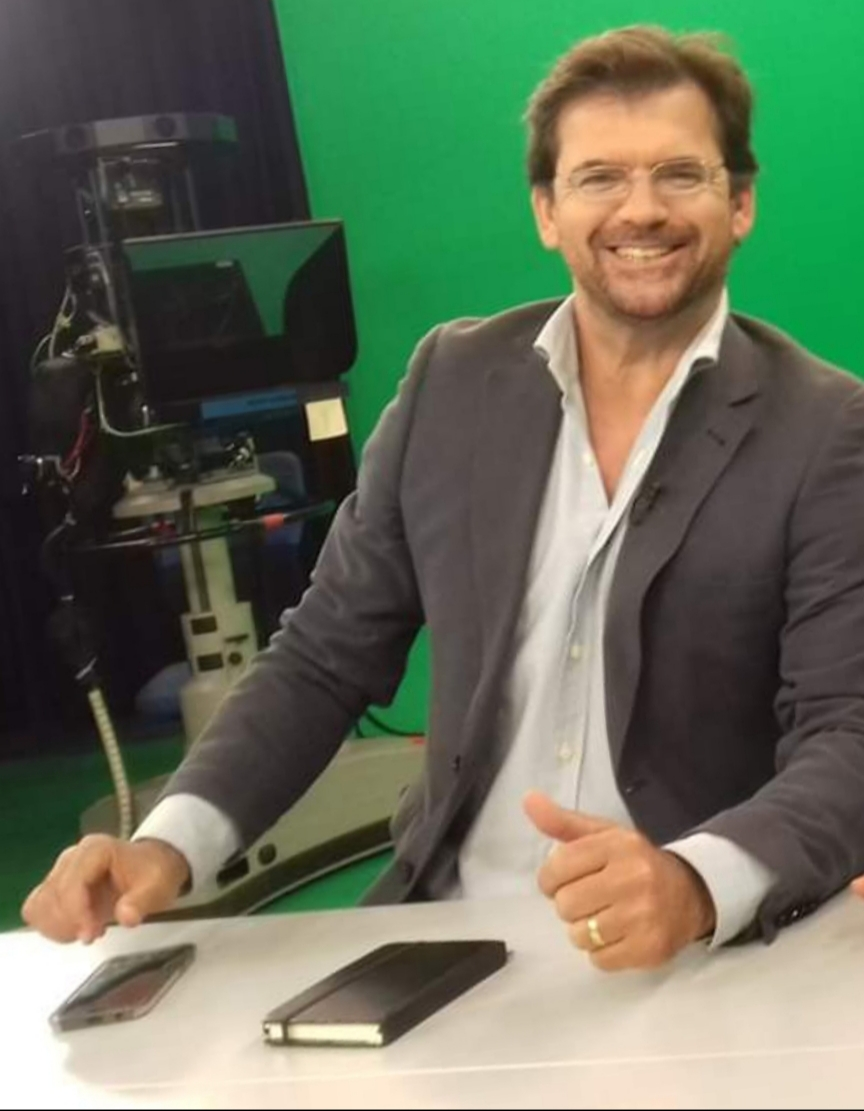
Miguel Szymanski im Studio 4, RTP, Lissabon

Miguel Szymanski (* 1966 in Faro) ist ein deutsch-portugiesischer Journalist und Schriftsteller.
Er arbeitet zweisprachig für Presse-, Fernseh- und Rundfunkhäuser in Portugal, Deutschland und Österreich. Im deutschsprachigen Raum ist er Portugal-Korrespondent, Autor der Wochenzeitung der Freitag und veröffentlicht regelmäßige Kolumnen in der in Deutschland erscheinenden portugiesischsprachigen Zeitung Portugal Post. In Portugal ist er TV-Kommentator für den öffentlich-rechtlichen Fernsehsender RTP und ist dort auch fester Teil der seit 2017 wöchentlichen TV-Diskussionsrunde Mundo sem Muros (dt.: „Welt ohne Mauern“). Im Oktober 2023 wurde Szymanski für seinen Roman Château de Carte mit dem französischen Krimipreis Violeta Negra des Toulouser Literaturfestivals Polars du Sud ausgezeichnet.

## Leben
Szymanski wurde 1966 in Faro an der Algarveküste im Süden Portugals geboren, als Sohn eines deutschen Vaters und einer in Macau geborenen portugiesischen Mutter. Die Familie hat neben schwäbischen auch katalanische und böhmische Wurzeln. 1976, nach der Nelkenrevolution 1974, zog Szymanski mit seinen Eltern nach Deutschland ins Ruhrgebiet, wo er vor allem in Bochum weiter aufwuchs. Ende der 1980er Jahre ging er wieder zurück nach Portugal, wo er in der Hauptstadt Lissabon lebte und arbeitete. In Portugal arbeitete er für die Wirtschaftszeitung Económico und war von 2005 bis 2012 Redakteur, Ressortleiter und Kolumnist der portugiesischen Ausgabe der Zeitschrift GQ. 2010 erschien sein Buch Economista Acidental (dt. etwa: „Der Zufallsökonom“).
In Folge der schweren Wirtschaftskrise in Portugal nach der Eurokrise ab 2010 zog Szymanski 2013 wieder nach Deutschland, wo er, nach einem beruflichen Zwischenstopp in Heidenheim an der Brenz als Texter, in Frankfurt am Main als Journalist arbeitete.
2014 erschien sein Buch, „Ende der Fiesta – Südeuropas verlorene Jugend“ im Kösel-Verlag. Es thematisiert die Krise Portugals, seine Ursachen und die verheerenden Auswirkungen auf die Menschen, auch anhand der eigenen Erfahrungen. Szymanskis Geschichte dient gelegentlich auch als Beispiel, um die Entwicklung Portugals in der Krise, aber auch seine bemerkenswerte Entwicklung seit Antritt der Mitte-Links-Regierung unter Ministerpräsident António Costa auch in Deutschland verständlicher zu machen.
Von 2014 bis 2016 schrieb Szymanski in der TAZ die Kolumne „Zu Hause bei Fremden“ und war Redakteur bei Öko-Test.
Am 15. Oktober 2022 stellte er seinen Roman O Homem mais Feliz de África (portugiesisch für: Der glücklichste Mann Afrikas, Bertrand, Lissabon 2023) beim portugiesischen Literaturfestival Fólio vor.
Im Oktober 2023 wurde Szymanski in Frankreich für seinen Romam Château de Cartesmit dem Preis Violeta Negra des Literaturfestivals Polars du Sud ausgezeichnet.

## Familie
Miguel Szymanski ist Sohn eines deutschen Vaters und einer portugiesischen Mutter, das Paar hatte fünf Kinder. Szymanskis jüngerer Bruder ist Vasco Gerhard Szymanski (* 1970), portugiesischer Honorarkonsul in München. Miguel Szymanski ist mit der portugiesischen Journalistin Alexandra Caetano da Silva verheiratet und hat zwei Kinder.

## Werke
- O Economista Acidental - Como salvar a carteira sem perder a vida. Arcádia Editora, Lissabon 2010 (ISBN 978-989-28-0024-0)
- Ende der Fiesta – Südeuropas verlorene Jugend., Kösel-Verlag, München 2014 (ISBN 978-3-466-37111-2)
- Contos da Emigração – Homens Que Sofrem de Sonhos., Oxalá Editora, Dortmund 2018 (ISBN 978-3-946277-11-8), Sammlung von Erzählungen mit einem Beitrag Miguel Szymanskis
- Ouro, Prata e Silva., Suma de Letras/Penguin Random House, Lissabon 2019 (ISBN 978-989-665-705-5)
- O Grande Pagode., Suma de Letras/Penguin Random House, Lissabon 2019 (ISBN 978-989-665-877-9)
- A Casa da Mulher Ingrata – E outras crónicas, Oxalá Editora, Lünen 2021 (ISBN 978-3-946277-49-1)
- Châteaux des Cartes, Agullo Éditions, Paris 2022 (ISBN 978-2-38246-017-7)
- O Homem mais Feliz de África, Bertrand Editora, Lissabon 2022 (ISBN 978-972-25-4259-3)
- A Viagem do Oligarca., Bertrand Editora, Lissabon 2024 (ISBN 978-972-25-4609-6)